# Anything (canção de JoJo)
"Anything" é uma música da cantora americana JoJo, para seu segundo álbum de estúdio, The High Road (2006). A música foi escrita por Beau Dozier, Mischke Butler e Justin Trugman, e foi lançada como terceiro e último single do álbum, em 7 de Maio de 2007. A faixa contém um sample do sucesso de 1982, "Africa", do grupo Toto. 

## Videoclipe
O clipe de "Anything" tinha estreia marcada para o dia 2 de maio de 2007, porém foi cancelado pela gravadora, JoJo postou em sua página no MySpace que as gravações do clipe não tinha sido concluídas, e pediu à Blackground Records para facilitar o processo de produção com ela e sua equipe. O single acabou por não ter nenhum clipe oficial.
Devido a situação, o fã-clube "The JoJo UK Street Team" lançou um concurso para os fãs da JoJo do mundo todo, criarem o seu próprio vídeo para "Anything", e que ele iria aparecer no CD Extra do single.

## Divulgação
"Anything" foi apresentada pela primeira vez no programa The Second JammX Kids All Star Dance Special. Foi o segundo single oficial de The High Road em países europeus e foi lançado na Inglaterra no dia 7 de maio de 2007. JoJo esteve na Inglaterra durante as duas primeiras semanas de maio de 2007 para promover a música. Ela se apresentou na discoteca G-A-Y, em Londres, em 21 de maio de 2007, e apareceu na emissora inglesa GMTV em 8 de maio de 2007 para várias entrevistas.

## Singles
CD Single - EUA
1. "Anything" (Versão do Álbum)
2. "Anything" (Instrumental)
3. "Anything" (Call Out Hook Remix)
4. "Do Watcha Gotta Do"

CD Promo - EUA
1. "Anything" (Versão do LP)
2. "Anything" (Instrumental)
3. "Anything" (Call Out Hook Remix)

CD Single - Inglaterra
1. "Anything"
2. "Anything" (WaWa Club Mix)

Contém o fan-vídeo do vencedor para "Anything"
CD Single - Europa
1. "Anything"
2. "Anything" (Instrumental)
3. "Get It Poppin'"
4. "Too Little, Too Late" (Full Phatt Remix) [feat. Tah Mac]

CD Promocional
1. "Anything" (Versão de álbum)
2. "Anything" (Instrumental)
3. "Anything" (Refrão a capella)
4. "Anything" (Radio Edit)
5. "Anything" (WaWa dub)
6. "Anything" (WaWa mix)

## Desempenho
| Parada (2007)                        | Posição |
| ------------------------------------ | ------- |
| União Europeia (European Hot 100)    | 57      |
| Irlanda (Irish Singles Chart)        | 18      |
| Reino Unido (UK Singles Chart)       | 21      |
| Estados Unidos (Billboard Pop Songs) | 38      |